# Isozoanthus primnoidus
Isozoanthus primnoidus is een Zoanthideasoort uit de familie van de Parazoanthidae. De wetenschappelijke naam van de soort is voor het eerst geldig gepubliceerd in 2010 door Carreiro-Silva, Braga-Henriques, Sampaio, de Matos, Porteiro & Ocana.